# Nāḩiyat Hajīn
Nāḩiyat Hajīn (arabiska: ناحية هجين) är ett subdistrikt i Syrien.   Det ligger i provinsen Dayr az-Zawr, i den östra delen av landet, 500 km öster om huvudstaden Damaskus.
Trakten runt Nāḩiyat Hajīn är ofruktbar med lite eller ingen växtlighet. Runt Nāḩiyat Hajīn är det ganska glesbefolkat, med 29 invånare per kvadratkilometer.